# Thanh nhạc
Thanh nhạc là kiểu nhạc với yếu tố chủ chốt nhất là giọng hát của ca sĩ - thuộc phần trung âm (mid) của bài nhạc. Ở đây, giọng hát của ca sĩ được xem là nhạc cụ chính của bản nhạc.
Thanh nhạc có thể được một hoặc nhiều ca sĩ thể hiện, hát chỉ dùng giọng hát hoặc có phần đệm của nhạc cụ. Thanh nhạc cần được phân biệt với thể loại a cappella, trong đó giọng hát vẫn được xem là tiêu điểm nhưng các ca sĩ còn dùng giọng hát để thay thế cho toàn bộ nhạc cụ đệm.
Các ca sĩ hát thanh nhạc đôi khi được gọi là vocalist.